# Qızıloba
Qızıloba (armeniska: Karmirgyugh, Կարմիրգյուղ, ryska: Кармиргюх) är en ort i Azerbajdzjan.   Den ligger i distriktet Xocalı Rayonu, i den centrala delen av landet, 270 km väster om huvudstaden Baku. Qızıloba ligger 1 211 meter över havet och antalet invånare är 170.
Terrängen runt Qızıloba är kuperad. Runt Qızıloba är det ganska glesbefolkat, med 42 invånare per kvadratkilometer.. Närmaste större samhälle är Müşkapat, 11,0 km öster om Qızıloba. 
Trakten runt Qızıloba består till största delen av jordbruksmark.